# Перепись населения Эстонии (2011)
Перепись населения Эстонии (REL 2011) прошла в 2011—2012 годах. В 2010 и 2011 годах переписи населения проходили в большинстве стран мира. Перепись прошла с 31 декабря 2011 по 31 марта 2012 года.
REL 2011 — одиннадцатая по счёту перепись населения на территории Эстонии. Предыдущие проходили в 1881, 1897, 1922, 1934, 1941, 1959, 1970, 1979, 1989 и 2000 годах.
За 130-летнюю историю проведения переписей на территории Эстонии эта перепись была в своем роде уникальна. Во-первых, у жителей впервые появилась возможность пройти перепись по интернету. Во-вторых, Департамент статистики Эстонии отказался от использования бумажных анкет. Это означает, что переписчик должен заносить данные сразу в ноутбук счётчика. Использование бумажных анкет предполагалось только в исключительных случаях, когда использовать интернет или ноутбук счётчика по каким-либо причинам было невозможно. При этом при проведении этой переписи Эстония намеревалась поставить рекорд переписи населения через Интернет.

## Цель
Цель переписи населения и жилых помещений REL 2011 заключалась в том, чтобы предоставить общественности, научным учреждениям, местным самоуправлениям, государственным учреждениям, предприятиям и международным организациям качественную информацию о численности, составе, размещении и миграции населения, жилых помещениях и условиях проживания, а также составить информационную основу для дальнейшего проведения государственных статистических исследований. Никакое другое исследование не может дать такой полноценной информации.

## Метод и проведение
В соответствии с решением комиссии по переписи при Правительстве Эстонии от 9 сентября 2008 года, перепись 2011 должна была проходить по комбинированному методу, что включает в себя использование государственных регистров, электронную перепись и индивидуальное посещение населения. Момент начала переписи был назначен на 00 часов 00 минут 31 декабря 2011 года.
За проведение переписи на территории Эстонии отвечал Департамент статистики.
- Первая часть, проводившаяся в промежутке с 31 декабря 2011 года по 31 января 2012 года, включала в себя так называемую э-перепись (электронную перепись). У желающих была возможность заполнить анкеты за себя и за членов своего домохозяйства через интернет.
- Тех, кто не принял участие в э-переписи, ждало посещение переписчиков в промежутке с 16 февраля по 31 марта 2012 года[1][5].

Для проведения переписи населения Департамент статистики планировал нанять более 2400 человек: 2200 переписчиков (в том числе 200 переписчиков запасного состава), 132 руководителя районов, 15 руководителей округов и 90 операторов обработки данных. Все предложения о работе были опубликованы на сайте переписи населения, там же можно было найти краткое описание должности и предъявляемые требования.

## Пробная перепись
Пробная перепись населения проходила с 31 декабря 2009 по 31 марта 2010 года. Для проведения пробной переписи были выбраны наиболее различающиеся регионы и типы размещения населения. Целью являлось провести тщательные испытания организации переписи и инфосистемы с тем, чтобы внести необходимые изменения в процесс переписи 2011 (REL 2011). У участников пробной переписи была возможность пройти перепись либо при помощи э-переписи, либо при помощи переписчика.
В ходе переписи в девяти местных самоуправлениях было переписано около 10 000 человек. В общей сложности в ходе э-переписи было переписано более 5000 человек, из которых более 3000 проживают вне регионов пробной переписи. По предварительным данным, во время э-переписи было переписано 18 % жителей регионов пробной переписи. «Международный опыт показывает, что это значительный результат, так как при первой э-переписи активность участия обычно не превышает 10 %», — отметила Диана Белтадзе, руководитель проекта REL 2011.

## Итоги
Предварительные результаты переписи были опубликованы 31 мая 2012 года. В Эстонии постоянно проживало 1 294 236 человек. По сравнению с предыдущей переписью 2000 года число постоянных жителей Эстонии уменьшилось на 75 816, или на 5,5 %. Hаселение состояло из 693 884 женщины и 600 352 мужчины. Из 1 294 455 постоянных жителей Эстонии этнические эстонцы составляли 902 547 (69,72 %), 326 235 — русские (25,20 %), украинцы — 22 573 (1,74 %), белорусы — 12 579 (0,97 %), финны — 7589 (0,59 %), татары — 1993 чел. (0,15 %), евреи — 1973 (0,15 %), латыши — 1764 (0,14 %), литовцы — 1727 (0,13 %), поляки — 1664 (0,13 %), немцы — 1544 (0,12 %), и армяне — 1428 чел. (0,11 %). Доля эстонцев возросла, но их абсолютное количество вновь уменьшилось, хотя и менее стремительно, чем число представителей других национальностей.